# Alemayehu Atomsa
Alemayehu Atomsa (ur. 12 lutego 1969 w Bonaya Boshe, zm. 6 marca 2014 w Bangkoku) – etiopski polityk. Prezydent Komitetu Wykonawczego Oromii od 2010 do 2014. Były lider Demokratycznej Organizacji Ludu Oromskiego.

## Życiorys
Alemayehu Atomsa urodził się w miejscowości Sere w prowincji Welega. Ukończył studia prawnicze i zdobył tytuł magistra w dziedzinie porządku publicznego z uniwersytetu w Etiopii i służby cywilnej uniwersytetu w Pekinie w Chinach. 6 września 2010 roku został wybrany na Prezydenta Komitetu Wykonawczego Oromii. Równolegle pełnił funkcję lidera partii OPDO. Z powodu ciężkiej choroby zrezygnował ze stanowiska w dniu 18 lutego 2014 roku. Zmarł 6 marca 2014 roku w wieku 45 lat na tyfus.